# تور دي أفينير 2010
تور دي أفينير 2010 (بالفرنسية: Tour de l'Avenir 2010)‏ هو سباق دراجات هوائية، وهو الموسم رقم 47 من السباق، وأقيم خلال الفترة 5 سبتمبر 2010، وحتى 12 سبتمبر 2010، وامتدّ لمسافة 1011 كيلومتر، وهو أحد سباقات طواف أوروبا للدراجات 2009–10، وهو من نوع سباق المرحلة، وهو من نوع سباق الدراجات، وقد شارك في السباق 120 متسابقاً ووصل إلى نهايته 92 متسابقاً.
فاز فيه بالمركز الأول نيرو كوينتانا، وبالمركز الثاني أندرو تالانسكي، وبالمركز الثالث جارلينسون بانتانو، والفريق الفائز في ترتيب الفرق منتخب كولومبيا لسباق الدراجات على الطريق للرجال تحت 23 سنة 2010.

## الفرق
| فرق وطنية (18)- منتخب فرنسا لركوب الدراجات للرجال تحت 23 سنة 2010 ‏ - منتخب الولايات المتحدة لسباق الدراجات على الطريق للرجال تحت 23 سنة 2010 ‏ - منتخب ألمانيا لسباق الدراجات على الطريق للرجال تحت 23 سنة 2010 ‏ - منتخب كولومبيا لسباق الدراجات على الطريق للرجال تحت 23 سنة 2010‏ - منتخب البرتغال لسباق الدراجات على الطريق للرجال تحت 23 سنة 2010 ‏ - منتخب إسبانيا لسباق الدراجات على الطريق للرجال تحت 23 سنة 2010 ‏ - منتخب بلجيكا لسباق الدراجات على الطريق للرجال تحت 23 سنة 2010 ‏ - منتخب هولندا لسباق الدراجات على الطريق للرجال تحت 23 سنة 2010 ‏ - منتخب روسيا لسباق الدراجات على الطريق للرجال تحت 23 سنة 2010 ‏ - منتخب لوكسمبورغ الوطني لسباق الدراجات على الطريق للرجال تحت 23 سنة 2010‏ - منتخب أستراليا لسباق الدراجات على الطريق للرجال تحت 23 سنة 2010 ‏ - منتخب المملكة المتحدة لسباق الدراجات على الطريق للرجال تحت 23 سنة 2010 ‏ - منتخب سلوفينيا الوطني لسباق الدراجات على الطريق للرجال تحت 23 سنة 2010 ‏ - منتخب روسيا البيضاء الوطني لسباق الدراجات على الطريق للرجال تحت 23 سنة 2010‏ - منتخب سويسرا لسباق الدراجات على الطريق للرجال تحت 23 سنة 2010 ‏ - منتخب بولندا الوطني لسباق الدراجات على الطريق للرجال تحت 23 سنة 2010‏ - منتخب كازاخستان الوطني لسباق الدراجات على الطريق للرجال تحت 23 سنة 2010‏ - منتخب الدنمارك لسباق الدراجات على الطريق للرجال تحت 23 سنة 2010 ‏ Unknown team category- Mixed men's U23 UCI‏ |  |
| |  |

## المراحل
| المرحلة   | التاريخ   | الدورة                             | type                  | المسافة (كم) | الفائز بالمرحلة  | القائد العام     |
| --------- | --------- | ---------------------------------- | --------------------- | ------------ | ---------------- | ---------------- |
| المقدمة   | 5 سبتمبر  | فييرزو – فييرزو                    | مرحلة سباق الزمن فردي | 7            | تايلور فيني      | تايلور فيني      |
| المرحلة 1 | 6 سبتمبر  | فييرزو – Saint-Amand-Montrond ‏     | مرحلة التلال          | 144٫5        | جون ديجينكولب    | تايلور فيني      |
| المرحلة 2 | 7 سبتمبر  | Saint-Amand-Montrond ‏ – كوسيه      | مرحلة التلال          | 148٫5        | أنتوني ديلابلاسي | اليكس داوست      |
| المرحلة 3 | 8 سبتمبر  | سان بورسين سور سيول – Col du Béal ‏ | مرحلة جبلية           | 157          | Yannick Eijssen ‏ | Yannick Eijssen ‏ |
| المرحلة 4 | 9 سبتمبر  | Ambert ‏ – فال ليه بان              | مرحلة التلال          | 183          | رومان هاردي      | Yannick Eijssen ‏ |
| المرحلة 5 | 10 سبتمبر | فال ليه بان – Loriol-sur-Drôme ‏    | مرحلة متوسطة          | 153          | جون ديجينكولب    | Yannick Eijssen ‏ |
| المرحلة 6 | 11 سبتمبر | Saillans ‏ – Risoul ‏                | مرحلة جبلية           | 204          | نيرو كوينتانا    | نيرو كوينتانا    |
| المرحلة 7 | 12 سبتمبر | Guillestre ‏ – Risoul ‏              | مرحلة تسلق الجبل زمني | 14           | نيرو كوينتانا    | نيرو كوينتانا    |

## التصنيف العام النهائي
| \| التصنيف العام \| التصنيف العام \| التصنيف العام \| التصنيف العام \| التصنيف العام \| \| العداء \| العداء \| الفريق \| الوقت \| \| \| ------------- \| -------------------------- \| ----------------------------------------------------------------------------------- \| -------------- \| ------------- \| \| 1 \| نيرو كوينتانا \| منتخب كولومبيا لسباق الدراجات على الطريق للرجال تحت 23 سنة 2010‏ \| 26 س 49 د 21 ث \| \| \| 2 \| أندرو تالانسكي \| منتخب الولايات المتحدة لسباق الدراجات على الطريق للرجال تحت 23 سنة 2010 [لغات أخرى]‏ \| + 1 د 44 ث \| \| \| 3 \| جارلينسون بانتانو \| منتخب كولومبيا لسباق الدراجات على الطريق للرجال تحت 23 سنة 2010‏ \| + 1 د 55 ث \| \| \| 4 \| توم جيلتا سلاتر \| منتخب هولندا لسباق الدراجات على الطريق للرجال تحت 23 سنة 2010 [لغات أخرى]‏ \| + 2 د 05 ث \| \| \| 5 \| مايكل اندا \| منتخب إسبانيا لسباق الدراجات على الطريق للرجال تحت 23 سنة 2010 [لغات أخرى]‏ \| + 3 د 17 ث \| \| \| 6 \| رومان بارديه \| منتخب فرنسا لركوب الدراجات للرجال تحت 23 سنة 2010 [لغات أخرى]‏ \| + 3 د 59 ث \| \| \| 7 \| Thomas Bonnin [الإنجليزية]‏ \| منتخب فرنسا لركوب الدراجات للرجال تحت 23 سنة 2010 [لغات أخرى]‏ \| + 4 د 05 ث \| \| \| 8 \| مايكل ماثيوز \| منتخب أستراليا لسباق الدراجات على الطريق للرجال تحت 23 سنة 2010 [لغات أخرى]‏ \| + 4 د 10 ث \| \| \| 9 \| داروين أتابوما \| منتخب كولومبيا لسباق الدراجات على الطريق للرجال تحت 23 سنة 2010‏ \| + 4 د 14 ث \| \| \| 10 \| ويلكو كيليرمان \| منتخب هولندا لسباق الدراجات على الطريق للرجال تحت 23 سنة 2010 [لغات أخرى]‏ \| + 4 د 14 ث \| \| |                   |                                                                          |                |  |
| |                   |                                                                          |                |  |
| مصدر: ProCyclingStats |                   |                                                                          |                |  |
| التصنيف العام |                   |                                                                          |                |  |
| العداء | العداء            | الفريق                                                                   | الوقت          |  |
| 1 | نيرو كوينتانا     | منتخب كولومبيا لسباق الدراجات على الطريق للرجال تحت 23 سنة 2010‏          | 26 س 49 د 21 ث |  |
| 2 | أندرو تالانسكي    | منتخب الولايات المتحدة لسباق الدراجات على الطريق للرجال تحت 23 سنة 2010 ‏ | + 1 د 44 ث     |  |
| 3 | جارلينسون بانتانو | منتخب كولومبيا لسباق الدراجات على الطريق للرجال تحت 23 سنة 2010‏          | + 1 د 55 ث     |  |
| 4 | توم جيلتا سلاتر   | منتخب هولندا لسباق الدراجات على الطريق للرجال تحت 23 سنة 2010 ‏           | + 2 د 05 ث     |  |
| 5 | مايكل اندا        | منتخب إسبانيا لسباق الدراجات على الطريق للرجال تحت 23 سنة 2010 ‏          | + 3 د 17 ث     |  |
| 6 | رومان بارديه      | منتخب فرنسا لركوب الدراجات للرجال تحت 23 سنة 2010 ‏                       | + 3 د 59 ث     |  |
| 7 | Thomas Bonnin ‏    | منتخب فرنسا لركوب الدراجات للرجال تحت 23 سنة 2010 ‏                       | + 4 د 05 ث     |  |
| 8 | مايكل ماثيوز      | منتخب أستراليا لسباق الدراجات على الطريق للرجال تحت 23 سنة 2010 ‏         | + 4 د 10 ث     |  |
| 9 | داروين أتابوما    | منتخب كولومبيا لسباق الدراجات على الطريق للرجال تحت 23 سنة 2010‏          | + 4 د 14 ث     |  |
| 10 | ويلكو كيليرمان    | منتخب هولندا لسباق الدراجات على الطريق للرجال تحت 23 سنة 2010 ‏           | + 4 د 14 ث     |  |

### تصنيف النقاط
| \| تصنيف النقاط \| تصنيف النقاط \| تصنيف النقاط \| تصنيف النقاط \| تصنيف النقاط \| \| العداء \| العداء \| الفريق \| النقاط \| \| \| ------------ \| ----------------------- \| ----------------------------------------------------------------------------------- \| ------------ \| ------------ \| \| 1 \| جون ديجينكولب \| منتخب ألمانيا لسباق الدراجات على الطريق للرجال تحت 23 سنة 2010 [لغات أخرى]‏ \| 123 نقطة \| \| \| 2 \| مايكل ماثيوز \| منتخب أستراليا لسباق الدراجات على الطريق للرجال تحت 23 سنة 2010 [لغات أخرى]‏ \| 108 نقطة \| \| \| 3 \| رومان هاردي \| منتخب فرنسا لركوب الدراجات للرجال تحت 23 سنة 2010 [لغات أخرى]‏ \| 69 نقطة \| \| \| 4 \| أندرو تالانسكي \| منتخب الولايات المتحدة لسباق الدراجات على الطريق للرجال تحت 23 سنة 2010 [لغات أخرى]‏ \| 67 نقطة \| \| \| 5 \| فيسينت غارسيا دي ماتيوس \| منتخب إسبانيا لسباق الدراجات على الطريق للرجال تحت 23 سنة 2010 [لغات أخرى]‏ \| 60 نقطة \| \| \| 6 \| نيرو كوينتانا \| منتخب كولومبيا لسباق الدراجات على الطريق للرجال تحت 23 سنة 2010‏ \| 55 نقطة \| \| \| 7 \| جارلينسون بانتانو \| منتخب كولومبيا لسباق الدراجات على الطريق للرجال تحت 23 سنة 2010‏ \| 53 نقطة \| \| \| 8 \| مايكل اندا \| منتخب إسبانيا لسباق الدراجات على الطريق للرجال تحت 23 سنة 2010 [لغات أخرى]‏ \| 53 نقطة \| \| \| 9 \| داروين أتابوما \| منتخب كولومبيا لسباق الدراجات على الطريق للرجال تحت 23 سنة 2010‏ \| 50 نقطة \| \| \| 10 \| توم جيلتا سلاتر \| منتخب هولندا لسباق الدراجات على الطريق للرجال تحت 23 سنة 2010 [لغات أخرى]‏ \| 49 نقطة \| \| |                         |                                                                          |          |  |
| |                         |                                                                          |          |  |
| مصدر: ProCyclingStats |                         |                                                                          |          |  |
| تصنيف النقاط |                         |                                                                          |          |  |
| العداء | العداء                  | الفريق                                                                   | النقاط   |  |
| 1 | جون ديجينكولب           | منتخب ألمانيا لسباق الدراجات على الطريق للرجال تحت 23 سنة 2010 ‏          | 123 نقطة |  |
| 2 | مايكل ماثيوز            | منتخب أستراليا لسباق الدراجات على الطريق للرجال تحت 23 سنة 2010 ‏         | 108 نقطة |  |
| 3 | رومان هاردي             | منتخب فرنسا لركوب الدراجات للرجال تحت 23 سنة 2010 ‏                       | 69 نقطة  |  |
| 4 | أندرو تالانسكي          | منتخب الولايات المتحدة لسباق الدراجات على الطريق للرجال تحت 23 سنة 2010 ‏ | 67 نقطة  |  |
| 5 | فيسينت غارسيا دي ماتيوس | منتخب إسبانيا لسباق الدراجات على الطريق للرجال تحت 23 سنة 2010 ‏          | 60 نقطة  |  |
| 6 | نيرو كوينتانا           | منتخب كولومبيا لسباق الدراجات على الطريق للرجال تحت 23 سنة 2010‏          | 55 نقطة  |  |
| 7 | جارلينسون بانتانو       | منتخب كولومبيا لسباق الدراجات على الطريق للرجال تحت 23 سنة 2010‏          | 53 نقطة  |  |
| 8 | مايكل اندا              | منتخب إسبانيا لسباق الدراجات على الطريق للرجال تحت 23 سنة 2010 ‏          | 53 نقطة  |  |
| 9 | داروين أتابوما          | منتخب كولومبيا لسباق الدراجات على الطريق للرجال تحت 23 سنة 2010‏          | 50 نقطة  |  |
| 10 | توم جيلتا سلاتر         | منتخب هولندا لسباق الدراجات على الطريق للرجال تحت 23 سنة 2010 ‏           | 49 نقطة  |  |

### الفرق حسب الوقت
خطأ لوا في وحدة:Cycling_race على السطر 5482: attempt to concatenate local 'tableNewline' (a nil value).

### تصنيف الجبال
| \| تصنيف الجبال \| تصنيف الجبال \| تصنيف الجبال \| تصنيف الجبال \| تصنيف الجبال \| \| العداء \| العداء \| الفريق \| النقاط \| \| \| ------------ \| ---------------------------- \| ----------------------------------------------------------------------------------- \| ------------ \| ------------ \| \| 1 \| جارلينسون بانتانو \| منتخب كولومبيا لسباق الدراجات على الطريق للرجال تحت 23 سنة 2010‏ \| 69 نقطة \| \| \| 2 \| رومان هاردي \| منتخب فرنسا لركوب الدراجات للرجال تحت 23 سنة 2010 [لغات أخرى]‏ \| 51 نقطة \| \| \| 3 \| أندرو تالانسكي \| منتخب الولايات المتحدة لسباق الدراجات على الطريق للرجال تحت 23 سنة 2010 [لغات أخرى]‏ \| 50 نقطة \| \| \| 4 \| Yoann Barbas [الإنجليزية]‏ \| منتخب فرنسا لركوب الدراجات للرجال تحت 23 سنة 2010 [لغات أخرى]‏ \| 37 نقطة \| \| \| 5 \| نيرو كوينتانا \| منتخب كولومبيا لسباق الدراجات على الطريق للرجال تحت 23 سنة 2010‏ \| 36 نقطة \| \| \| 6 \| Yannick Eijssen [الإنجليزية]‏ \| منتخب بلجيكا لسباق الدراجات على الطريق للرجال تحت 23 سنة 2010 [لغات أخرى]‏ \| 26 نقطة \| \| \| 7 \| توم جيلتا سلاتر \| منتخب هولندا لسباق الدراجات على الطريق للرجال تحت 23 سنة 2010 [لغات أخرى]‏ \| 25 نقطة \| \| \| 8 \| داروين أتابوما \| منتخب كولومبيا لسباق الدراجات على الطريق للرجال تحت 23 سنة 2010‏ \| 23 نقطة \| \| \| 9 \| بيرت جان يندمان \| منتخب هولندا لسباق الدراجات على الطريق للرجال تحت 23 سنة 2010 [لغات أخرى]‏ \| 21 نقطة \| \| \| 10 \| أنتوني ديلابلاسي \| منتخب فرنسا لركوب الدراجات للرجال تحت 23 سنة 2010 [لغات أخرى]‏ \| 19 نقطة \| \| |                   |                                                                          |         |  |
| |                   |                                                                          |         |  |
| مصدر: ProCyclingStats |                   |                                                                          |         |  |
| تصنيف الجبال |                   |                                                                          |         |  |
| العداء | العداء            | الفريق                                                                   | النقاط  |  |
| 1 | جارلينسون بانتانو | منتخب كولومبيا لسباق الدراجات على الطريق للرجال تحت 23 سنة 2010‏          | 69 نقطة |  |
| 2 | رومان هاردي       | منتخب فرنسا لركوب الدراجات للرجال تحت 23 سنة 2010 ‏                       | 51 نقطة |  |
| 3 | أندرو تالانسكي    | منتخب الولايات المتحدة لسباق الدراجات على الطريق للرجال تحت 23 سنة 2010 ‏ | 50 نقطة |  |
| 4 | Yoann Barbas ‏     | منتخب فرنسا لركوب الدراجات للرجال تحت 23 سنة 2010 ‏                       | 37 نقطة |  |
| 5 | نيرو كوينتانا     | منتخب كولومبيا لسباق الدراجات على الطريق للرجال تحت 23 سنة 2010‏          | 36 نقطة |  |
| 6 | Yannick Eijssen ‏  | منتخب بلجيكا لسباق الدراجات على الطريق للرجال تحت 23 سنة 2010 ‏           | 26 نقطة |  |
| 7 | توم جيلتا سلاتر   | منتخب هولندا لسباق الدراجات على الطريق للرجال تحت 23 سنة 2010 ‏           | 25 نقطة |  |
| 8 | داروين أتابوما    | منتخب كولومبيا لسباق الدراجات على الطريق للرجال تحت 23 سنة 2010‏          | 23 نقطة |  |
| 9 | بيرت جان يندمان   | منتخب هولندا لسباق الدراجات على الطريق للرجال تحت 23 سنة 2010 ‏           | 21 نقطة |  |
| 10 | أنتوني ديلابلاسي  | منتخب فرنسا لركوب الدراجات للرجال تحت 23 سنة 2010 ‏                       | 19 نقطة |  |

## وصلات خارجية
- لمحة عن سباق تور دي أفينير 2010 على موقع  ProCyclingStats   (برو  سايكلنج  ستاتس) - إحصاءات  محترفي  الدراجات.

- تور دي أفينير 2010 على موقع إحصائيات الدراجات الإحترافية (الإنجليزية)